# Председнички избори у САД 1856.
Председнички избори у Сједињеним Државама 1856. били су 18. четворогодишњи председнички избори, одржани у уторак, 4. новембра 1856. На изборима у три правца, демократа Џејмс Бјукенaн победио је републиканског кандидата Џона K. Фремонта и кандидата Не знамо ништа Миларда Филмора. Главно питање је било ширење ропства што је олакшано Законом Канзас–Небраска из 1854. Бјукенен је победио председника Френклина Пирса на Демократској националној конвенцији 1856. за номинацију. Пирс је постао веома непопуларан на северу због своје подршке фракцији која се залаже за ропство у текућем грађанском рату у територијалном Канзасу, а Бјукенан, бивши државни секретар, избегао је дебате о поделе око закона Канзас-Небраска тако што је Европе као амбасадор у Уједињеном Краљевству.
Ропство је било главно питање, а са њим и питање опстанка Сједињених Држава какве су тада постојале. На демократе се гледало као на странку за ропство; нова републиканска партија, иако непријатељски расположена према ропству, ограничила је своје напоре на политички лакше управљиво питање проширења ропства на федералне територије (и његовог уклањања из Дистрикта Колумбија). Нативистички Не знамо ништа (званично познат као Америчка партија) такмичио се са републиканцима да замени умирућу Виговску партију као примарну опозицију демократама. Они су истицали противљење католичким имигрантима.
Републиканска национална конвенција из 1856. номиновала је карту коју је водио Фремонт, истраживач и војни официр који је служио у Мексичко-америчком рату. Не знамо ништа, који су игнорисали ропство и уместо тога наглашавали антиимиграциону и антикатоличку политику, номиновали су листу коју је предводио бивши председник Виговца Милард Филмор. Домаћа политичка превирања била су главни фактор у номинацијама и Бјукенана и Филмора, који су апеловали делимично због тога што су недавно боравили у иностранству, када нису морали да заузму став о питањима која изазивају поделе у вези са ропством.
Демократе су подржавале експанзионистичку политику робовласништва углавном различитог интензитета. Јужне демократе су се сви залагали за ширење ропства. Неки су желели да Кубу добију као ропску територију, као што је заговарано Остендеским манифестом. Северне демократе су позвале на „народни суверенитет“, који би у теорији омогућио становницима на територији да сами одлучују о правном статусу ропства. У пракси, на територији Канзаса, то је изазвало грађански рат на државном нивоу. Фремонт се противио ширењу ропства. Бјукенaн је ту позицију назвао "екстремистичком", упозоравајући да би победа републиканаца довела до нејединства, тада сталног питања политичке дебате о којој се већ дуго расправљало и заговарало. Незнајући ништа покушали су да се представе као једина странка која је способна да премости поделе у секцијама. Све три главне странке нашле су подршку на северу, али републиканци практично нису имали подршку на југу.
Бјукенaн је освојио већи број гласова народа и већину електорских гласова, заузевши све осим једне робовске државе и пет слободних држава. Фремонт је освојио већину електорских гласова из слободних држава и завршио на другом месту на националном народном гласању, док је Филмор освојио 21,5% гласова и носио Мериленд. Не знамо ништа је убрзо пропао као национална странка, пошто се већина њених чланова против ропства придружила Републиканској странци након пресуде Врховног суда Дред Скот против Сандфорда из 1857. године. Ови избори су означили крај Другог партијског система, 1856. се такође показала као последња демократска председничка победа до 1884. године, пошто су се републиканци појавили као доминантна странка током и након Грађанског рата. Закључно са 2023. годином, ово је једини пут да су демократе освојиле председничку функцију без иједног електорског гласа из Нове Енглеске и једини пут да је републиканац помео овај регион а да није освојио председништво.